# تومویوشی تسورومی
تومویوشی تسورومی (انگلیسی: Tomoyoshi Tsurumi؛ زادهٔ ۱۲ اکتبر ۱۹۷۹) بازیکن فوتبال اهل ژاپن است.
از باشگاه‌هایی که در آن بازی کرده‌است می‌توان به باشگاه فوتبال شیمیزو اس-پالس و باشگاه فوتبال سرزو اوساکا اشاره کرد.